# جيمي لانغلي
جيمي لانغلي (بالإنجليزية: Jamie Langley)‏ هي متسابقة ملكة الجمال أمريكية، ولدت في 7 فبراير 1983.

## وصلات خارجية
- جيمي لانغلي على موقع IMDb (الإنجليزية)